# Eva (2018)
Eva (em francês:  Eva) é um filme belgo-francês de 2018, um drama romântico dirigido por Benoît Jacquot — coautor do roteiro (com Gilles Taurand), que é baseado no romance Eve, de James Hadley Chase. 
Estrelado por Isabelle Huppert e Gaspard Ulliel, Eva estreou no Festival Internacional de Cinema de Berlim em 17 de fevereiro.

## Elenco
- Isabelle Huppert - Eva
- Gaspard Ulliel - Bertrand Valade
- Julia Roy
- Richard Berry